# ロレンツォ・ベルナルディ
ロレンツォ・ベルナルディ（Lorenzo Bernardi, 1968年8月11日 - ）は、イタリアの元男子バレーボール選手、指導者。元イタリア代表。

## 来歴
トレント出身。1984年、セリエA・パドヴァへ入団。翌1985年から5年間在籍したモデナ、1990年から12年間在籍したトレヴィーゾで合わせて9度のリーグ優勝と、5度のコッパ・イタリア優勝を飾り、欧州チャンピオンズリーグでは4度の優勝を経験した。
1987年5月27日に行われたスウェーデン戦で18歳で代表デビューを果たし、2001年に代表を退くまで、イタリア代表の歴代10位となる通算306試合に出場。1990年代のイタリアバレー全盛期を支えたレフトのアタッカーとして活躍し、1996年アトランタオリンピックで銀メダル獲得、世界選手権連覇に貢献。1992年ワールドリーグでMVP、1996年ワールドリーグではMVPとベストスコアラー賞を受賞した。
2001年、アメリカ代表のカーチ・キライとともに、国際バレーボール連盟の「20世紀最優秀選手」に選出。
2007年、現役を引退。地元トレントのセリエB1のクラブの監督に就任し、A2昇格へと導く。2009年にイタリア男子B代表、A2へ降格したパドヴァの監督に就任。2010年1月にパドヴァの監督から退いた。

## 球歴
ナショナルチーム代表歴
- オリンピック - 1992年（5位）、1996年（銀メダル）
- 世界選手権 - 1990年、1994年（金メダル）
- ワールドカップ - 1995年（金メダル）
- ワールドグランドチャンピオンズカップ - 1993年（優勝）
- ワールドリーグ - 1990年、1991年、1992年、1994年、2000年（優勝）
- 欧州選手権 - 1989年、1995年（優勝）

クラブチーム優勝歴
- セリエA1 - 1986年、1987年、1988年、1989年、1994年、1996年、1998年、1999年、2001年
- コッパ・イタリア - 1986年、1988年、1989年、1993年、2000年
- イタリア・スーパーカップ - 1998年、2000年、2001年
- CEVカップ - 1991年、1993年、1998年
- 欧州チャンピオンズリーグ - 1990年、1995年、1999年、2000年

## 所属クラブ
- ペトラルカ・パドヴァ（1984-1985年）
- パッラヴォーロ・モデナ（1985-1990年）
- シスレー・トレヴィーゾ（1990-2002年）
- トレンティーノ・バレー（2002-2004年）
- ルーベ・マチェラータ（2004-2005年）
- オリンピアコスCFP（2005年）
- ブル・バレー・ヴェローナ（2005-2007年）
- ガベカ・モンティキアーリ（2007年）

## 指導歴
- アナウネ・クレス（2007-2009年）
- イタリア男子B代表 （2009年）
- パッラヴォーロ・パドヴァ（2009-2010年）
- ヤストシェンブスキ・ヴェンギェル（2010-2014年）
- ハルクバンク・アンカラ（2014-2016年）
- シル・サフェーティ・ペルージャ（2016-2019年）
- ガス・セールス・ピアチェンツァ（2020-2023年）
- イタリア女子代表（2024年）
- イゴール・ゴルゴンゾーラ・ノヴァーラ（2023年-）